# Bernat Bertran
Bernat Bertran (Barcelona, 1774 - Mataró, 25 de octubre de 1815) fue un compositor español.
Bertran se formó musicalmente en la capilla de música de la catedral de Barcelona, donde es posible que tuviera de maestro al compositor Carles Baguer. En 1796 se trasladó a Gerona, donde obtuvo una plaza de cantor en la catedral. En 1815 obtuvo una plaza en San Pedro de las Puellas de Barcelona, pero murió repentinamente en Mataró el 25 de octubre de ese año durante el viaje hacia Barcelona.
De su obra sólo se conservan nueve piezas, que se inscriben plenamente en el estilo clásico de la época. La obra de mayor envergadura es una sinfonía en mi bemol, fechada en 1798 y de influencia haydiniana.